# Joseph L. Mankiewicz

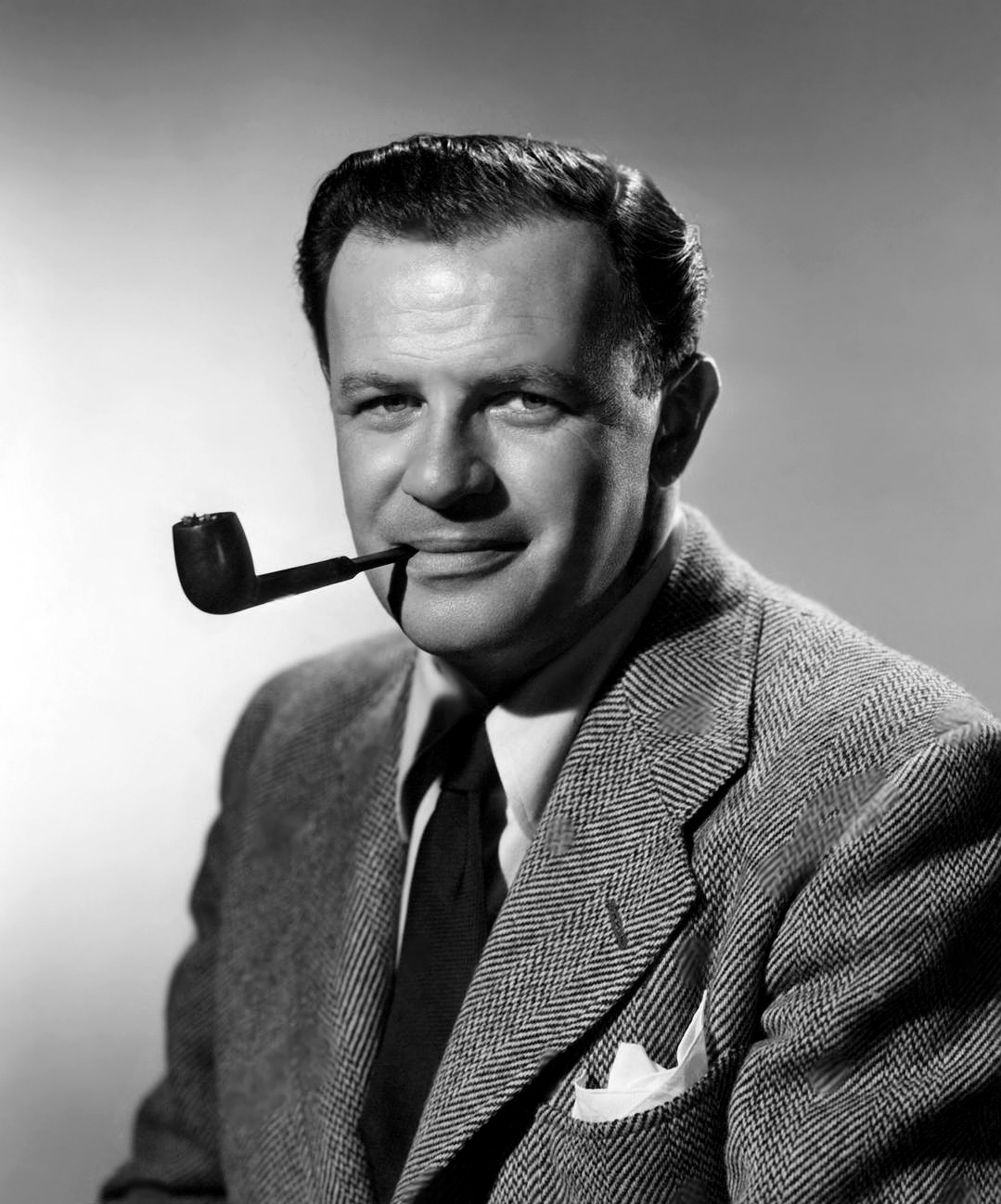
Joseph L. Mankiewicz, 1950

Joseph Leo Mankiewicz (Wilker-Barre, Pensilvânia, 11 de fevereiro de 1909 — Bedford, Nova Iorque, 5 de fevereiro de 1993), foi um cineasta estadunidense, irmão do roteirista Herman J. Mankiewicz.

## Biografia
Filho de um professor de Literatura, suas principais ligações de juventude estavam relacionadas com a literatura e o teatro. A família bem que tentou impedi-lo de trabalhar em Hollywood, mas seu irmão mais velho Herman já era nessa época roteirista, tendo inclusive assinado o roteiro de Cidadão Kane (Citizen Kane, 1941).
Joseph acabou sendo contratado pela Paramount no final da década de 30 como roteirista. Ganhou seu primeiro Óscar em 1949 com o roteiro e a direção de Quem É O Infiel? (A Letter to Three Wives, 1949) e repetiu no ano seguinte com o seu filme mais famoso, A Malvada (All About Eve, 1950), estrelado por Bette Davis e Anne Baxter.
Outros sucessos de público e de crítica foram Júlio César (Julius Caesar, 1953) com Marlon Brando; A Condessa Descalça (The Barefoot Contessa, 1954) com Ava Gardner; De Repente, no Último Verão (Suddenly Last Summer, 1959) e Jogo Mortal (Sleuth, 1972), seu último filme, com Laurence Olivier e Michael Caine.

## Filmografia
| Nº | Ano    | Filme                                        | Trabalho                                    |
| -- | ------ | -------------------------------------------- | ------------------------------------------- |
| 79 | 1985   | A Letter to Three Wives (televisão)          | Roteirista                                  |
| 78 | 1972   | Sleuth                                       | Diretor                                     |
| 77 | 1970   | There Was a Crooked Man...                   | Produtor Diretor                            |
| 76 | 1970   | King: A Filmed Record… Montgomery to Memphis | Diretor                                     |
| 75 | 1967   | The Honey Pot                                | Roteirista Diretor                          |
| 74 | 1964   | Carol for Another Christmas (televisão)      | Produtor Diretor                            |
| 73 | 1963   | Cleopatra                                    | Roteirista Diretor                          |
| 72 | 1959   | Suddenly, Last Summer                        | Diretor                                     |
| 71 | 1958   | The Quiet American (1958)                    | Roteirista Produtor (não creditado) Diretor |
| 70 | 1955/I | Guys and Dolls                               | Roteirista Diretor                          |
| 69 | 1954   | The Barefoot Contessa                        | Roteirista Diretor                          |
| 68 | 1953   | Julius Caesar                                | Roteirista (não creditado) Diretor          |
| 67 | 1952   | Five Fingers                                 | Roteirista (não creditado) Diretor          |
| 66 | 1951   | People Will Talk                             | Roteirista Diretor                          |
| 65 | 1950   | All About Eve                                | Roteirista Diretor                          |
| 64 | 1950   | No Way Out                                   | Roteirista Diretor                          |
| 63 | 1950   | House of Strangers                           | Roteirista (não creditado) Diretor          |
| 62 | 1949   | A Letter to Three Wives                      | Roteirista Diretor Compositor               |
| 61 | 1949   | Escape                                       | Diretor                                     |
| 60 | 1947   | The Ghost and Mrs. Muir                      | Diretor                                     |
| 59 | 1947   | The Late George Apley                        | Diretor                                     |
| 58 | 1946   | Somewhere in the Night                       | Roteirista Diretor                          |
| 57 | 1946   | Dragonwyck                                   | Roteirista Diretor                          |
| 56 | 1946   | Backfire                                     | Diretor                                     |
| 55 | 1944   | The Keys of the Kingdom                      | Roteirista Produtor                         |
| 54 | 1942   | Reunion in France                            | Produtor                                    |
| 53 | 1942   | Cairo                                        | Produtor (não creditado)                    |
| 52 | 1942   | Woman of the Year                            | Produtor                                    |
| 51 | 1941   | The Feminine Touch                           | Produtor                                    |
| 50 | 1941   | The Wild Man of Borneo                       | Produtor (não creditado)                    |
| 49 | 1940   | The Philadelphia Story                       | Produtor                                    |
| 48 | 1940   | Strange Cargo                                | Produtor                                    |
| 47 | 1939   | The Adventures of Huckleberry Finn           | Produtor                                    |
| 46 | 1938   | A Christmas Carol                            | Produtor                                    |
| 45 | 1938   | A Christmas Carol                            | Produtor                                    |
| 44 | 1938   | The Shining Hour                             | Produtor                                    |
| 43 | 1938   | The Shopworn Angel                           | Produtor                                    |
| 42 | 1938   | Three Comrades                               | Produtor                                    |
| 41 | 1937   | Mannequin                                    | Produtor                                    |
| 40 | 1937   | Double Wedding                               | Produtor                                    |
| 39 | 1937   | The Bride Wore Red                           | Produtor                                    |
| 38 | 1936   | Love on the Run                              | Produtor                                    |
| 37 | 1936   | The Gorgeous Hussy                           | Produtor                                    |
| 36 | 1936   | Fury                                         | Produtor                                    |
| 35 | 1936   | Three Godfathers                             | Produtor                                    |
| 34 | 1935   | I Live My Life                               | Roteirista                                  |
| 33 | 1934   | Forsaking All Others                         | Roteirista                                  |
| 32 | 1934   | Our Daily Bread                              | Roteirista                                  |
| 31 | 1934   | Manhattan Melodrama                          | Roteirista                                  |
| 30 | 1933   | Alice in Wonderland                          | Roteirista                                  |
| 29 | 1933   | Too Much Harmony                             | Roteirista                                  |
| 28 | 1933   | Emergency Call                               | Roteirista                                  |
| 27 | 1933   | Diplomaniacs                                 | Roteirista                                  |
| 26 | 1932   | If I Had a Million                           | Roteirista (adaptação, não creditado)       |
| 25 | 1932   | Million Dollar Legs                          | Roteirista                                  |
| 24 | 1932   | Sky Bride                                    | Roteirista                                  |
| 23 | 1932   | This Reckless Age                            | Roteirista                                  |
| 22 | 1931   | Sooky                                        | Roteirista                                  |
| 21 | 1931   | Newly Rich                                   | Roteirista                                  |
| 20 | 1931   | Dude Ranch                                   | Roteirista (não creditado)                  |
| 19 | 1931   | Skippy                                       | Roteirista                                  |
| 18 | 1931   | June Moon                                    | Roteirista                                  |
| 17 | 1931   | Finn and Hattie                              | Roteirista                                  |
| 16 | 1931   | The Gang Buster                              | Roteirista                                  |
| 15 | 1930   | Only Saps Work                               | Roteirista                                  |
| 14 | 1930/I | The Social Lion                              | Roteirista (adaptação e diálogos)           |
| 13 | 1930   | Paramount on Parade                          | Roteirista                                  |
| 12 | 1930   | Slightly Scarlet                             | Roteirista                                  |
| 11 | 1929   | The Virginian                                | Roteirista (não creditado)                  |
| 10 | 1929   | The Saturday Night Kid                       | Roteirista                                  |
| 9  | 1929   | Woman Trap                                   | Ator, como Repórter                         |
| 8  | 1929   | Fast Company                                 | Roteirista                                  |
| 7  | 1929   | The Mysterious Dr. Fu Manchu                 | Roteirista (não creditado)                  |
| 6  | 1929   | River of Romance                             | Roteirista                                  |
| 5  | 1929   | Thunderbolt                                  | Roteirista                                  |
| 4  | 1929   | The Studio Murder Mystery                    | Roteirista (não creditado)                  |
| 3  | 1929   | The Man I Love                               | Roteirista                                  |
| 2  | 1929   | Close Harmony                                | Roteirista                                  |
| 1  | 1929   | The Dummy                                    | Roteirista                                  |

## Prémios e nomeações
- Recebeu quatro nomeações ao Óscar, na categoria de Melhor Realizador, por Quem É O Infiel?, A Malvada, Cinco Dedos (5 Fingers, 1952) e Jogo Mortal (Sleuth, 1972). Venceu em 1949 e 1950.
- Recebeu uma nomeação ao Óscar, na categoria de Melhor Filme, por Núpcias de Escândalo (The Philadelphia Story, de George Cukor, 1940), do qual foi produtor.
- Ganhou dois Óscar, na categoria de Melhor Argumento, por Quem É O Infiel? e A Malvada.
- Recebeu uma nomeação ao Óscar, na categoria de Melhor Argumento Adaptado, por Skippy (Skippy, de Norman Taurog, 1931).
- Recebeu duas nomeações ao Óscar, na categoria de Melhor História e Argumento, por O Ódio É Cego (No Way Out, 1950) e A Condessa Descalça (The Barefoot Contessa, 1954).
- Recebeu uma nomeação ao Globo de Ouro, na categoria de Melhor Realizador, por Cleópatra (Cleopatra, 1963).
- Ganhou o Globo de Ouro de Melhor Argumento, por A Malvada.
- Ganhou o Grand Prix, no Festival de Cannes, por A Malvada.
- Ganhou um Leão de Ouro em homenagem à sua carreira, em 1987, concedido pelo Festival de Veneza.
- Ganhou duas vezes o Prêmio Bodil de Melhor Filme Americano, por A Malvada e Júlio César (Julius Caesar, 1953).